# Love So Soft (bài hát của Kelly Clarkson)
"Love So Soft" là một bài hát của nữ ca sĩ người Mĩ Kelly Clarkson, từ album phòng thu thứ tám của cô Meaning of Life (2017). Được chắp bút bởi Mozella, Priscilla Renea và Jesse Shatkin, với phần sản xuất được thực hiện bởi Shatkin, bài hát có sự xuất hiện của ban nhạc soul người Mĩ Earth, Wind & Fire. Là một bài ca thuộc thể loại soul-trap và R&B, nó được phát hành bởi Hãng đĩa Atlantic cùng với "Move You" như là một đĩa đơn mở đường gồm 2 mặt từ album vào ngày 7 tháng 9 năm 2017. Bài hát nhận được đề cử Giải Grammy cho Trình diễn đơn ca pop xuất sắc nhất tại Lễ trao Giải Grammy lần thứ 60.

## Phát hành và đánh giá
"Love So Soft" được phát hành bởi Hãng đĩa Atlantic như là đĩa đơn mở đường cho album Meaning of Life cùng với "Move You" vào ngày 7 tháng 9 năm 2017. Cả hai bài hát đều được đánh dấu là đĩa đơn đầu tiên ấn hành tại Atlantic. "Love So Soft" được gửi đến các đài phát thanh Hoa Kỳ từ ngày 11-12 tháng 9 năm 2017.
Cây bút của Forbes, Hugh McIntyre cho rằng mặc dù bài hát không gây được ảnh hưởng ngay lập tức như những đĩa đơn mở đường lần trước như "Since U Been Gone" hay "My Life Would Suck Without You" nhưng đây lại chính là "một Kelly trưởng thành, sáng suốt, dày dặn kinh nghiệm hơn, là một người đã trong ngành 15 năm, từ chối những định kiến về một ngôi sao nhạc pop, là một người vợ và là một bà mẹ, tất cả những lời chỉ trích về cô như bị cuốn trôi đi mất."

### Giải thưởng và đề cử
"Love So Soft" được đề cử Giải Grammy cho Trình diễn đơn ca pop xuất sắc nhất tại Lễ trao Giải Grammy lần thứ 60.

## Xếp hạng
| Bảng xếp hạng (2017)                      | Vị trí cao nhất |
| ----------------------------------------- | --------------- |
| Australia (ARIA)                          | 88              |
| Canada (Canadian Hot 100)                 | 73              |
| Canada AC (Billboard)                     | 10              |
| Canada CHR/Top 40 (Billboard)             | 35              |
| Canada Hot AC (Billboard)                 | 10              |
| Cộng hòa Séc (Rádio Top 100)              | 63              |
| New Zealand Heatseekers (RMNZ)            | 3               |
| Ba Lan (Polish Airplay Top 100)           | 31              |
| Scotland (OCC)                            | 49              |
| Anh Quốc (OCC)                            | 81              |
| Anh Quốc Download (OCC)                   | 55              |
| Hoa Kỳ Billboard Hot 100                  | 47              |
| Hoa Kỳ Adult Contemporary (Billboard)     | 15              |
| Hoa Kỳ Adult Pop Airplay (Billboard)      | 7               |
| Hoa Kỳ Dance/Mix Show Airplay (Billboard) | 36              |
| Hoa Kỳ Dance Club Songs (Billboard)       | 1               |
| Hoa Kỳ Pop Airplay (Billboard)            | 21              |
| Venezuela Anglo (Record Report)           | 17              |

## Chứng nhận
| Quốc gia                                                                                              | Chứng nhận | Số đơn vị/doanh số chứng nhận |
| --- | ---------- | ----------------------------- |
| Canada (Music Canada)                                                                                 | Gold       | 0‡                            |
| Hoa Kỳ (RIAA)                                                                                         | Gold       | 500.000‡                      |
| ^ Chứng nhận dựa theo doanh số nhập hàng. ‡ Chứng nhận dựa theo doanh số tiêu thụ và phát trực tuyến. |            |                               |